# Mohammedia (Argélia)
Mohammadia (em árabe: محمدية) é uma comuna localizada na província de Argel, no norte da Argélia. Sua população era de 62 555 habitantes, em 2008.